# Уат Пхра Си Санпхет
Уат Пхра Си Санпхет (на тайски: วัดพระศรีสรรเพชญ์) е будистки храм в Аютхая, старата столица на Тайланд.
Храмът, най-голям в града, е предназначен да обслужва двореца на владетеля и е разположен в самостоятелен двор непосредствено на юг от него. Построен е през XV век и през следващите столетия е многократно допълван и разкрасяван от владетелите. През 1500 година в храма е поставена 16-метрова статуя на Буда, наречена Пхра Си Санпхет, откъдето идва и името на целия храм.